# Jicchák Luria
Izsák Luria, teljes nevén Izsák ben Salamon Luria Askenázi (héberül: יִצְחָק בן שלמה לוּרְיָא אשכנזי), (Jeruzsálem, 1534 – Száfet, 1572. július 25.) újkori zsidó tanító. Ismeretes HaARI ('Az Oroszlán') néven is.

## Élete
Jeruzsálemben született és már kora ifjúságában foglalkozni kezdett a Talmuddal, illetve a kabbalával (különösen a Zóhárral). Ezeknek a misztikus tanításoknak a hatására magányos életet kezdett, és belső szemlélődéssel töltött el több esztendőt. Egy idő után elhagyva magányát 1570 körül Száfet városába költözött, és Moses Corduero halála után ő vette át a helyi zsidó misztikus zsidó csoport vezetését. Néhány évvel később, 1572-ben fiatalon hunyt el. Luria alakja köré már nem sokkal halála után legendák szövődtekː úgy tartották, hogy az ektázis gerjesztésére legkedveltebb módszere az úgynevezett jichuddal való szuggerálás volt, amely az imaformulák olvasásakor valamely isteni névre való figyelem összpontosítást jelentette.

## Tanításai
Tanításait csak szóban mondta el, írott formában nem adta ki őket. Előadásainak tartalmát – tilalma ellenére – később tanítványa, Chájjim Vital jelentette meg. Luria tanításaihoz a Zóhárnak leghomályosabb részét, az Idrát vette alapul, és ennek tanításait egészítette ki saját gondolataival. Véleménye szerint Isten felfoghatatlan, csak az akarat ismerhető meg a belőle kiáramló erők által. Istenben van az eszmék világa (héb. ólam hamachsába), a tárgyak ősképei; realizálódásuk megértésére bevezette az összehúzódás (héb. cincum) elméletétː Isten önmagában összpontosul, mintegy helyet csinál az eszmék, az ősformák valóságba lépésének – ez viszont nem anyagi folyamat, csak szemlélteti a teremtés, keletkezés kezdetét. 
Nagy szerepet játszik Luriánál az ábrázatok (héb. parcúfim) teóriája, amelyek talán megszemélyesített férfiúi és női principiumok, vagy ideálok. Az ábrázatok erői dominálják a mindenséget. Luria rendkívüli fontosságot tulajdonít az elmélyedő áhitatnak (héb. kavvánót), hogy az imdákozás során bizonyos isteni névre legyen irányítható az emberi figyelem. Ugyanakkor mágikus hatást vár a fentebb említett jichudtól, ha az imaszöveg összetétele alkalomszerű istennevet fejez ki. Az eszményi világrendet (héb. ólam ha-tikkun) a szombat szent nyugalma jelképezi – ezzel szemben a hétköznapokon a rosszak erői (héb. kelippák) uralkodnak. Aki ennek tanát terjeszti, az Luria szerint elősegíti az üdvösség világának elkövetkezését.

## Külső hivatkozások
- Cserhalmi Tamásː Kabbalista Bölcsek